# Sarah Khan
Sarah Falak (Medina, 14 de julio de 1992), de soltera Sarah Zafar Khan, y conocida popularmente como Sarah Khan, es una actriz paquistaní que aparece en series de televisión en idioma urdu.

## Trayectoria
Khan nació el 14 de julio de 1992 en Medina, Arabia Saudita, de madre libanesa y padre pastún paquistaní de la tribu Yusufzai. Tiene dos hermanas y un hermano, entre ellos Noor Zafar Khan, que también es actriz, Aisha Zafar Khan y Hamza Zafar Khan.
Khan hizo su debut en la actuación con un papel secundario en Badi Aapa (2012) emitida en Hum TV, donde interpretó el papel de la hija de los personajes principales. Luego apareció en una telenovela serial Mirat-ul-Uroos que se transmitió en Geo TV ese mismo año. Interpretó el papel principal de Humna junto a Mehwish Hayat, Mikaal Zulfiqar, Ahsan Khan, Samina Ahmad y Ayesha Khan.
Khan continuó con papeles secundarios en muchas series de televisión de éxito. Su gran avance llegó con un personaje negativo de una oportunista egoísta en 2015 en el drama romántico Alvida con Sanam Jung e Imran Abbas Naqvi. El drama se emitió en Hum TV y también obtuvo una nominación por esta actuación. Ese mismo año interpretó el papel de una valiente ama de casa, Saba, como actriz de reparto junto a Azfar Rehman en el drama Mohabbat Aag Si  por el que recibió un premio a la mejor actriz en un papel secundario. 
En 2014, apareció en la serie de telenovelas Bhool con Sanam Chaudhry, Behroze Sabzwari y Fazila Qazi. En 2018, Khan interpretó el papel principal de Tasha en Belapur Ki Dayan. Fue vista como Dayan junto con Adnan Siddiqui y Ammar Khan. Khan recibió elogios por interpretar a Zohra en Raqs e Bismil. Khan ganó reconocimiento y elogios por interpretar a una mujer arrogante, Miraal, en Sabaat junto a Usman Mukhtar. Por su actuación ganó el Premio PISA a la Mejor Actriz Popular de Televisión. En el especial de Ramdan Hum Tum junto a Junaid Khan en 2022 Khan interpretó a una estudiante de psicología. Ese año también interpretó a Anum en Wabaal junto a Talha Chahour.
Khan también ha aparecido como invitada en otros programas. En 2015, interpretó a Saman en Maana Ka Gharana. Apareció en un episodio de Kitni Girhain Baaki Hain: Parte 2 (2017) y en un episodio de Ustani Jee (2018). En 2018, apareció como invitada en la segunda temporada del programa de entrevistas, The After Moon Show.
En julio de 2020 Khan se casó con el cantante y compositor Falak Shabir. El 8 de octubre de 2021, Shabir anunció el nacimiento de su hija, Alyana Falak.

## Reconocimientos
Ganó el Premio PISA a la Mejor Actriz Popular de Televisión. En 2014 fue reconocida como una de las 100 mujeres del año por la BBC. Khan se convirtió en la décima persona más buscada en Google en Pakistán en 2020. En 2022, fue incluida en la lista de "Mejores actrices paquistaníes" por su actuación en Hum Tum. Ese año, Khan también fue incluida en la lista HOT100 de Hello Pakistan, en la categoría "Trailblazers".

## Filmografía

### Televisión
| Year      | Title             | Role                     | Notes          | Ref.   |
| --------- | ----------------- | ------------------------ | -------------- | ------ |
| 2012      | Badi Aapa         | Sharmeen                 |                |        |
| 2012      | Mirat-ul-Uroos    | Javeria                  |                |        |
| 2013      | Gohar-e-Nayab     | Sara                     |                |        |
| 2013      | Ek Kasak Reh Gayi | Chudana khan             |                |        |
| 2014      | Bhool             | Humaima                  |                |        |
| 2014      | Sultanat-e-Dil    | Anushey                  |                |        |
| 2015      | Alvida            | Farisa Hadi              |                |        |
| 2015      | Mohabbat Aag Si   | Saba                     |                |        |
| 2015      | Naraaz            | Feriha                   |                |        |
| 2015      | Mumkin            | Mayra                    |                |        |
| 2016      | Mein Kaise Kahoon | Saman                    |                |        |
| 2016      | Tum Meri Ho       | Aana                     |                |        |
| 2016      | Dekho Chaand Aaya | Chand                    |                |        |
| 2016      | Ahsas             | Hina                     |                |        |
| 2017      | Tumhare Hain      | Aania                    |                |        |
| 2017      | Mohabbat.pk       | Fariya                   |                |        |
| 2017      | Nazr-e-Bad        | Maham                    |                |        |
| 2017      | Yaar-e-Bewafa     | Amna                     |                |        |
| 2018      | Belapur Ki Dayan  | Natasha "Tasha"          |                |        |
| 2018      | Karamat e Ishq    | Sana                     |                |        |
| 2018      | Mere Bewafa       | Azra                     |                |        |
| 2018      | Band Khirkiyan    | Suboohi                  |                |        |
| 2019      | Mere Humdam       | Warda                    |                |        |
| 2019      | Deewar-e-Shab     | Gaiti Ara                |                |        |
| 2020      | Sabaat            | Miraal Fareed Haris      |                |        |
| 2020      | Raqs-e-Bismil     | Zohra                    |                |        |
| 2021      | Laapata           | Falak                    |                |        |
| 2022      | Hum Tum           | Maha Qutub ud Din Sultan | Ramdan special | [ 20 ] |
| 2022–2023 | Wabaal            | Anum                     |                | [ 21 ] |
| 2023-2024 | Namak Haram       | Asma Mureed              |                | [ 22 ] |

### Serie web
| Año  | Título                | Role              | Notas               | Árbitro. |
| ---- | --------------------- | ----------------- | ------------------- | -------- |
| 2024 | Devdas de Abdullahpur | Barranco del Baño | Serie web para ZEE5 | [ 23 ]   |

### Otras apariciones
| Año  | Título                      | Role     | Notas                       | Árbitro. |
| ---- | --------------------------- | -------- | --------------------------- | -------- |
| 2015 | Mañana Ka Gharana           | Samán    |                             |          |
| 2017 | Kitni Girhain Baaki Hain 2  | Khushed  | Episodio 10: "Ghairat Mand" | [ 24 ]   |
| 2018 | Ustani Jee                  | Zainab   | Episodio 9                  | [ 25 ]   |
| 2018 | El espectáculo After Moon 2 | Sí misma | Episodio 4                  |          |

## Reconocimientos
| Año                                         | Categoría | Trabajar | Resultado | Ref.        |
| Premios Hum                                 | Premios Hum | Premios Hum | Premios Hum | Premios Hum |
| ------------------------------------------- | --- | --- | --- | ----------- |
| 2016                                        | Mejor Actriz de Reparto | rowspan="" style="background-color: var(--background-color-success-subtle, #cccccc); color:inherit;; text-align:center; vertical-align:middle;" \|                    | [ 26 ] |             |
| 2016                                        | Mejor Actriz de Reparto | rowspan="" style="background-color: var(--background-color-success-subtle, #cccccc); color:inherit;; text-align:center; vertical-align:middle;" \|                    | [ 26 ] |             |
| 2019                                        | Mejor Actriz | Belapur Ki Dayan\| rowspan="" style="background-color: var(--background-color-success-subtle, #cccccc); color:inherit;; text-align:center; vertical-align:middle;" \| | [ 27 ] |             |
| 2019                                        | Mejor Actriz Popular \| rowspan="" style="background-color: var(--background-color-success-subtle, #cccccc); color:inherit;; text-align:center; vertical-align:middle;" \| | Belapur Ki Dayan\| rowspan="" style="background-color: var(--background-color-success-subtle, #cccccc); color:inherit;; text-align:center; vertical-align:middle;" \| | [ 27 ] |             |
| 2022                                        | Raqs-e-Bismil\| rowspan="" style="background-color: var(--background-color-success-subtle, #cccccc); color:inherit;; text-align:center; vertical-align:middle;" \|         | [ 28 ] | |             |
| 2022                                        | Raqs-e-Bismil\| rowspan="" style="background-color: var(--background-color-success-subtle, #cccccc); color:inherit;; text-align:center; vertical-align:middle;" \|         | [ 28 ] | rowspan="" style="background-color: var(--background-color-success-subtle, #cccccc); color:inherit;; text-align:center; vertical-align:middle;" \| |             |
| Premios internacionales de cine de Pakistán | | | |             |
| 2020                                        | Mejor Actriz de Televisión Popular | rowspan="" style="background-color: var(--background-color-success-subtle, #cccccc); color:inherit;; text-align:center; vertical-align:middle;" \|                    | [ 29 ] |             |
| 2021                                        | Mejor Actriz de Televisión Popular | rowspan="" style="background-color: var(--background-color-success-subtle, #cccccc); color:inherit;; text-align:center; vertical-align:middle;" \|                    | [ 30 ] |             |